# Claudio Licciardello
Claudio Licciardello (* 11. Januar 1986 in Catania) ist ein italienischer Leichtathlet.
Licciardello nahm im 400-Meter-Lauf an den Leichtathletik-Juniorenweltmeisterschaften 2004 in Grosseto, an den Leichtathletik-Europameisterschaften 2006 in Göteborg und an den Olympischen Spielen 2008 teil, konnte sich jedoch nicht für ein Finale qualifizieren.
Seine bis dato größten Erfolge erzielte er bei den Leichtathletik-Halleneuropameisterschaften 2009 in Turin. Mit der italienischen 4-mal-400-Meter-Staffel sicherte er sich dort die Goldmedaille und über 400 Meter wurde er Zweiter hinter dem Schweden Johan Wissman. Bei den Leichtathletik-Europameisterschaften 2010 in Barcelona belegte er mit der Staffel den achten Platz. Im 400-Meter-Lauf verpasste er den Finaleinzug.
Claudio Licciardello ist 1,86 m groß, wiegt 73 kg und startet für die G.S. Fiamme Gialle in Rom.

## Bestleistungen
- 400 m: 45,35 s, 18. August 2008, Peking
  - Halle: 46,03 s, 21. Februar 2009, Turin